# 天鹅勺

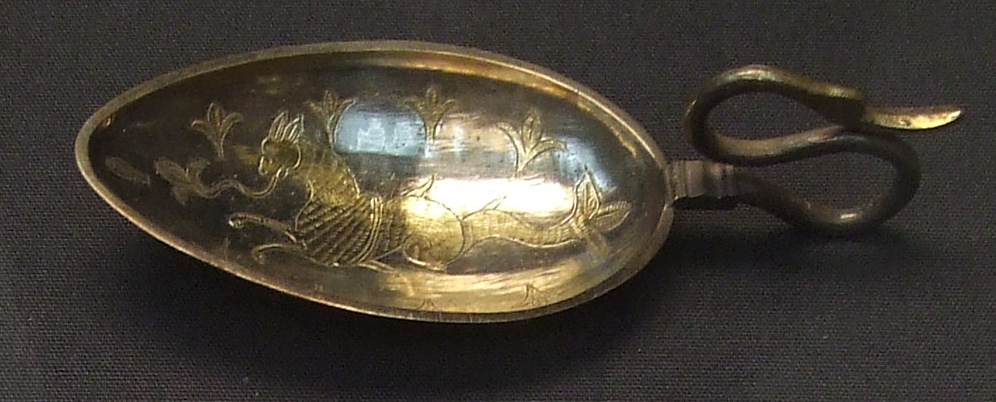
镀银的天鹅勺，勺柄为鸟头状，勺体中纹有一头神秘海兽，公元4世纪，出自霍克森宝藏

天鹅勺（英語：cignus，复数：cigni，“天鹅” )，考古学家称呼一种古罗马时期的大型勺子所用的名字，这种勺子的勺柄短而盘曲，常做成天鹅头颈的样子。包括塞特福德和霍克森在内，在4世纪到5世纪的古罗马遗迹中已经发现了很多天鹅勺。

## 进一步阅读
- Johns, Catherine, , British Museum Press, 2010, ISBN 978-0-7141-1817-8., pp. 98-106
- Harald Mielsch, 'Miszellen zur spätantiken Toreutik', in Archäologisches Anzeiger 1992, pp. 111-152.